# 福谷浩司
福谷 浩司（ふくたに こうじ、1991年1月9日 - ）は、愛知県知多市出身のプロ野球選手（投手）。右投右打。北海道日本ハムファイターズ所属。

## 経歴

### プロ入り前
知多市立新田小学校1年から少年野球チーム「北巽ユニオンズ」で投手として野球を始める。知多市立東部中学校時代は名古屋緑シャークスボーイズに所属。3年時は主将で主に遊撃手として活躍した。地元の強豪私学からの誘いもあったが、文武両道を目標とする本人の意向で地元の愛知県立横須賀高等学校に進学。1年春からベンチ入りし、4番でエースだった。

2年冬に愛知県選抜で日米親善高校野球に中川大志、小川泰弘らと共に参加し、副主将を務めた。初戦に先発するも3回6失点、2試合9失点の結果に終わる。3年夏の大会、愛知県予選初戦桜丘高校戦にはプロ8球団のスカウトマンが集結、中川との4番エース対決が注目を集めたが、0-6で敗戦する。打者としての中川を1安打に抑えるも、投手中川には3三振を喫し3安打完封負け。高校通算20本塁打超、投げては最速145km/hを記録し、プロ志望届を提出したが指名漏れとなった。最高成績は2年夏の県大会4回戦で甲子園出場経験は無し。学年トップクラスの学力を持ち、AO入試で慶應義塾大学理工学部現役合格を果たす。

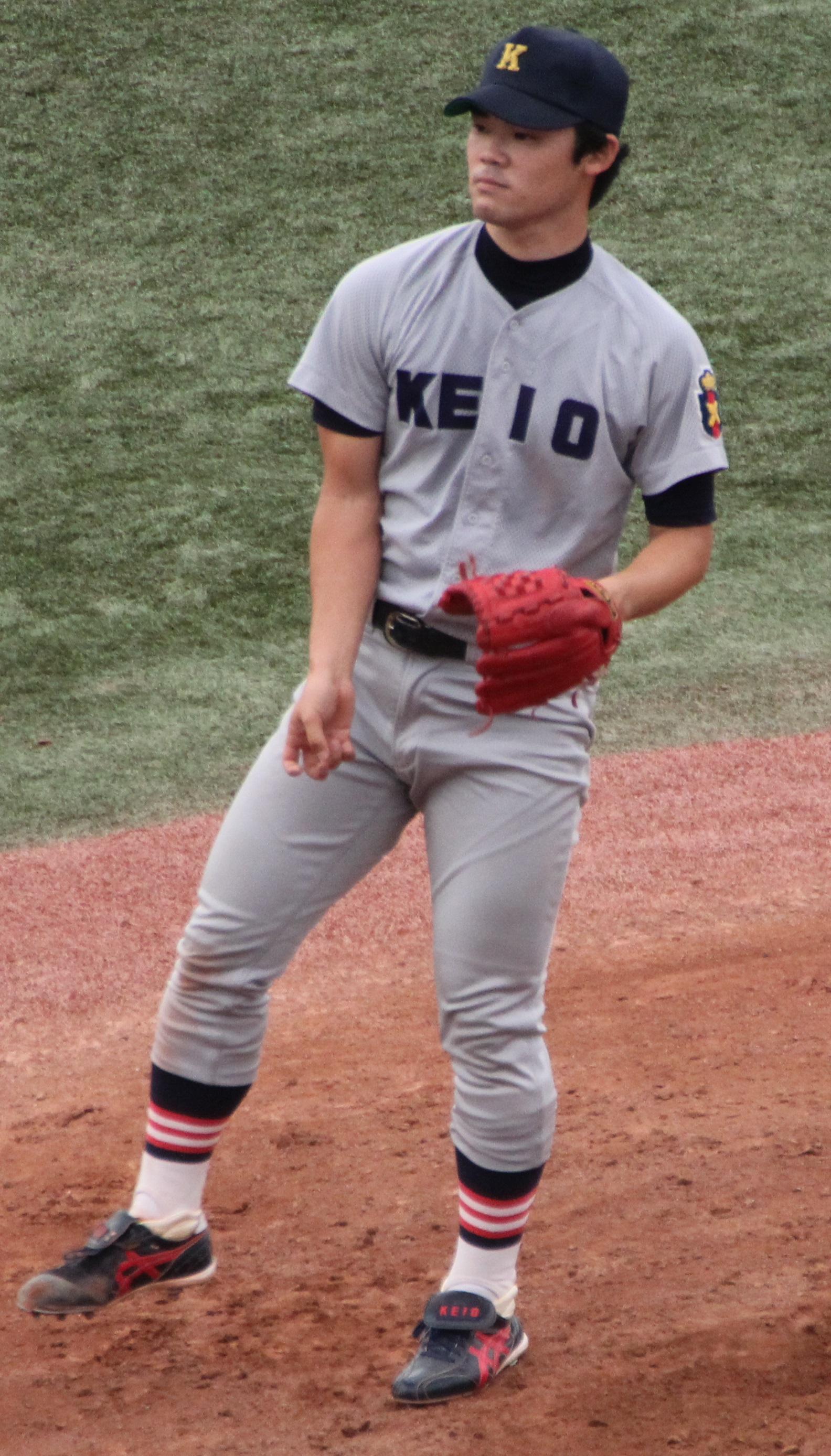
慶應義塾体育会野球部時代（2012年）

大学進学・野球部入部後は、1年秋から東京六大学リーグ戦に出場し、対立教大学2回戦でデビュー。2回打者6人に無安打2奪三振。2年春に先発、救援で10試合に登板し優勝に貢献した。リーグ戦後、第59回全日本大学野球選手権大会に出場し、東明大貴（桐蔭横浜大学）との投手戦を制し、4安打11奪三振1失点完投で初戦突破。同大会では4強入りを果たした。秋は防御率1.32（2位）で5勝を挙げベストナインを受賞するも、早稲田大学とのプレーオフで敗れ優勝はならず。3年春に最優秀防御率0.59で絶対的守護神として活躍、対早大戦では155km/hを記録し、勝ち点5での完全優勝を達成。この活躍が評価され、慶應義塾大学理工学部生の範となる活躍をした学生に贈られる「藤原賞」を受賞した。第60回全日本大学野球選手権記念大会にも出場し、決勝で藤岡貴裕（東洋大学）と投手戦を繰り広げ、福谷は9回までに10安打1失点の力投を見せたが、延長10回裏一死一塁からサヨナラ2ランを打たれ優勝を逃した。3年夏には日米大学野球に参加し、2試合3回2/3を4安打1失点。3年秋は武器である真っすぐが走らず1勝2敗、防御率2.60と不振に終わる。2012年3月に行われた東日本大震災復興支援ベースボールマッチに大学選抜メンバーとして出場した。4年春は右内転筋痛により出遅れ、主に救援起用。対立大戦で初先発も自責点2、続く対早大1回戦も自責点3も延長逆転勝利。勝ち星はなし。4年秋は10試合すべて救援登板で、自責点3、防御率1.04で勝敗なし。規定投球回に到達し防御率2位。東京六大学リーグでの成績は通算63試合に登板し、225回1/3、10先発5完投、41救援、9勝5敗、182奪三振、防御率1.80。
2012年10月25日に行われたプロ野球ドラフト会議で、中日ドラゴンズより1巡目指名を受け、契約金1億円プラス出来高5000万円、年俸1500万円で契約した（金額は推定）。背番号は24。

### 中日時代
2013年は2月に大学時代の古傷でもある右内転筋を痛め、春季キャンプを離脱。4月には左脇腹を痛め、リハビリの影響により、開幕から長期離脱を余儀なくされる。怪我が回復した6月8日に一軍登録され、6月9日に一軍初登板を果たし、1イニングを三者凡退に抑えた。6月16日の対千葉ロッテマリーンズ戦（QVCマリンフィールド）で2/3回を投げて4失点、敗戦投手になるなど7月7日に一軍登録を抹消。
2014年は開幕より一軍ベンチ入りを果たし、主に試合終盤におけるセットアッパーとして起用されていた。8月6日の対広島東洋カープ戦（ナゴヤドーム）では、9回に負傷で緊急降板した岩瀬仁紀に代わってマウンドに上がり、プロ初セーブを挙げた。これ以降はクローザーを任され、9月21日の阪神タイガース戦（阪神甲子園球場）では2イニングを投げプロ入り初勝利を挙げた。最終的に72試合の登板（リーグ1位）で2勝4敗11セーブ34ホールドポイント（リーグ3位）、防御率1.81の成績を残し、オフには3375万円増となる推定年俸4500万円で契約を更改した。
2015年7月16日に、第1回WBSCプレミア12の日本代表第1次候補選手に選出されたことが発表された。同年オフ（11月30日）に行われた選手納会にて、翌年より選手会副会長を務めることが発表された。
2018年は29試合の登板で防御率5.00の成績に留まり、オフに500万円減となる推定年俸2300万円で契約を更改。
2019年の春季キャンプから再び先発転向を目指していたものの右肩痛のため出遅れた。その後5月6日の対広島戦（ナゴヤドーム）で先発として登板し6回を本塁打による1失点に抑え試合を作ったものの勝敗はつかなかった。その後、左腰椎の椎間板ヘルニアを発症し、シーズンの残りをリハビリで過ごしたため、1試合の先発登板に留まった。
2020年も前年に続き春季キャンプから先発として練習を行い7月28日の広島戦で1年ぶりに一軍で先発登板し、6回を投げ、10奪三振、無失点の好投を見せたものの勝ち負けはつかなかった。その後3試合目となった8月11日の広島戦（MAZDA Zoom-Zoom スタジアム広島）で5回2/3を投げ1失点の好投を見せ2017年5月26日の対東京ヤクルトスワローズ戦（ナゴヤドーム）以来となる1173日ぶりの勝利を挙げた。9月3日の対広島戦（ナゴヤドーム）ではプロ初安打、初打点を記録し、それ以降もシーズン終盤まで先発ローテーションの座を守り抜いた。規定投球回には届かなかったが、最終的に14試合に先発登板し、チーム内では大野雄大に次ぐ8勝を挙げ、防御率は2.64を記録。さらに与四球率1.27、K/BB5.54を記録するなど抜群の制球力を見せ、得点圏での被打率は.136を記録した。
2021年は春季キャンプ終了後の3月5日に、与田剛監督から自身初となる開幕投手に指名されたことが発表された。シーズン序盤は前年1割台であった得点圏被打率が4割を超えていた。前半戦は4勝9敗と期待に応えられなかった。8月31日の対阪神タイガース戦（阪神甲子園球場）で右足に打球を受け、親指骨折が判明したため、9月2日に出場選手登録を抹消された。
2022年は春季キャンプ初日の2月1日に左足首を捻挫したため調整が遅れた。4月6日の対東京ヤクルトスワローズ戦（明治神宮野球場）でシーズン初登板初先発し、6回を投げて本塁打の2点に抑えたが敗戦投手となった。次の登板の4月17日の対広島戦（MAZDA Zoom-Zoom スタジアム 広島）では5回3失点の内容だったが、打線の援護もありシーズン初勝利を挙げた。だがその後は結果を残せず、5試合の登板で1勝3敗、防御率9.00に終わった。オフに700万円減となる推定年俸2200万円で契約更改。
2023年はオープン戦で防御率1.20の成績を残し、開幕ローテーションに入った。開幕3戦目、4月2日の読売ジャイアンツ戦（東京ドーム）で先発し、6回1失点に抑えた。4月23日の阪神戦（バンテリンドーム ナゴヤ）でシーズン初勝利を挙げ、5月23日の広島戦（MAZDA Zoom-Zoom スタジアム広島）までに3勝したが、この年は不調で二軍降格も経験。8月31日のヤクルト戦（バンテリンドーム ナゴヤ）では5年ぶりに中継ぎ投手として登板した。中継ぎ登板では直球の球速が6年ぶりに155 km/hを計測したこともあったが、最終的には14試合登板で3勝4敗、防御率5.17に終わり、オフに200万円減となる推定年俸2000万円で契約更改。
2024年は、シーズン終盤に先発として一軍復帰。8月23日の巨人戦で458日ぶりの白星を挙げた。シーズンを通じて3勝1敗、防御率3.72を記録した。シーズン終了後には、国内FA権を行使を宣言するとともにプエルトリコのウィンターリーグであるリーガ・デ・ベイスボル・プロフェシオナル・ロベルト・クレメンテに参加。レオネス・デ・ポンセに所属してプレーした。

### 日本ハム時代
2024年12月24日、北海道日本ハムファイターズと契約したことが発表された。2025年1月6日に入団会見が行われ、背番号は41に決まった。

## 選手としての特徴

### 投球
オーバースローから最速157km/hの速球とスライダー・チェンジアップ、フォークボール、カーブを投げる。この力押しの投球は勉強中心で技術練習に時間を掛けられなかったというアマチュア時代のバックグラウンドに根差しており、当時からウエイトトレーニングにより少ない時間で筋力と体格を向上させていた。

### 打撃
高校進学時には野手として、強豪私立高から誘いもあるなど、高校生の頃からバッティングが良かった。慶應義塾大学野球部時代、東京六大学野球のリーグ戦で、明治神宮野球場で本塁打を打っている。

## 人物
愛称は「ふくやん」、「教授」。
非常に研究熱心な性格としても知られている。ホーム球場のナゴヤドームに「トラックマン」が本格導入される前年の2017年オフには一足先にトラックマンの会社を自ら訪問し、自身の投げるボールを解析。それまで投げていたストレートの質を磨き直したことで、それまで課題として挙げられていた制球面も大幅に改善されるなど、2019年以降の先発転向で復活を果たすきっかけとなった。
中日ドラゴンズの先輩で慶応義塾大学時代の監督・江藤省三からは「勉強が7、野球が3と言っていた。学者が野球をやっているイメージ」と評されており、履修科目の成績は全て「A」だったという。画像工学の研究室に所属、卒業論文のテーマは自身の投球フォームを解析した「投球動作における球の出所の見づらさの定量化」（「野球の中に混在するあいまいさの定量化」より変更）。内容は球の出所の見づらさの画像研究で、リリースの瞬間が見づらい投手として成瀬善久を“研究対象”とし、モニター上で肩・肘・手首の位置をマーキングしてフォームを解析、「体の回転幅を抑えることが“見づらさ”につながる」と結論づけた。小学生時代は夏休みの宿題を7月中に終わらせていたという。
また試合後には試合を振り返るためにnoteを使用し世間に公開している。
2016年3月3日に一般女性と婚姻届を提出したと発表。

## 詳細情報

### 年度別投手成績
| 年 度      | 球 団      | 登 板 | 先 発 | 完 投 | 完 封 | 無 四 球 | 勝 利 | 敗 戦 | セ 丨 ブ | ホ 丨 ル ド | 勝 率 | 打 者 | 投 球 回 | 被 安 打 | 被 本 塁 打 | 与 四 球 | 敬 遠 | 与 死 球 | 奪 三 振 | 暴 投 | ボ 丨 ク | 失 点 | 自 責 点 | 防 御 率 | W H I P |
| ---------- | ---------- | ----- | ----- | ----- | ----- | -------- | ----- | ----- | -------- | ----------- | ----- | ----- | -------- | -------- | ----------- | -------- | ----- | -------- | -------- | ----- | -------- | ----- | -------- | -------- | ------- |
| 2013       | 中日       | 9     | 0     | 0     | 0     | 0        | 0     | 1     | 0        | 3           | .000  | 36    | 7.1      | 8        | 1           | 7        | 1     | 0        | 4        | 0     | 0        | 6     | 6        | 7.36     | 2.05    |
| 2014       | 中日       | 72    | 0     | 0     | 0     | 0        | 2     | 4     | 11       | 32          | .333  | 298   | 74.2     | 54       | 2           | 26       | 0     | 1        | 72       | 4     | 2        | 15    | 15       | 1.81     | 1.08    |
| 2015       | 中日       | 42    | 0     | 0     | 0     | 0        | 3     | 4     | 19       | 4           | .429  | 176   | 40.0     | 38       | 3           | 20       | 0     | 3        | 25       | 3     | 0        | 19    | 18       | 4.05     | 1.45    |
| 2016       | 中日       | 41    | 0     | 0     | 0     | 0        | 1     | 2     | 8        | 8           | .333  | 171   | 40.0     | 45       | 6           | 9        | 0     | 2        | 23       | 5     | 0        | 18    | 18       | 4.05     | 1.35    |
| 2017       | 中日       | 25    | 0     | 0     | 0     | 0        | 1     | 1     | 0        | 2           | .500  | 122   | 26.2     | 35       | 5           | 9        | 0     | 1        | 26       | 5     | 0        | 17    | 17       | 5.74     | 1.65    |
| 2018       | 中日       | 29    | 0     | 0     | 0     | 0        | 0     | 1     | 0        | 4           | .000  | 114   | 27.0     | 31       | 5           | 7        | 0     | 0        | 28       | 0     | 0        | 16    | 15       | 5.00     | 1.41    |
| 2019       | 中日       | 1     | 1     | 0     | 0     | 0        | 0     | 0     | 0        | 0           | ----  | 26    | 6.0      | 6        | 1           | 2        | 0     | 0        | 6        | 0     | 0        | 1     | 1        | 1.50     | 1.33    |
| 2020       | 中日       | 14    | 14    | 0     | 0     | 0        | 8     | 2     | 0        | 0           | .800  | 359   | 92.0     | 81       | 7           | 13       | 0     | 1        | 72       | 2     | 0        | 27    | 27       | 2.64     | 1.02    |
| 2021       | 中日       | 18    | 18    | 1     | 0     | 1        | 5     | 10    | 0        | 0           | .333  | 432   | 103.1    | 112      | 10          | 17       | 1     | 1        | 73       | 3     | 0        | 55    | 52       | 4.53     | 1.25    |
| 2022       | 中日       | 5     | 5     | 0     | 0     | 0        | 1     | 3     | 0        | 0           | .250  | 119   | 23.0     | 42       | 3           | 9        | 0     | 0        | 14       | 4     | 0        | 27    | 23       | 9.00     | 2.22    |
| 2023       | 中日       | 14    | 11    | 0     | 0     | 0        | 3     | 4     | 0        | 0           | .429  | 241   | 54.0     | 72       | 6           | 11       | 0     | 1        | 36       | 1     | 0        | 34    | 31       | 5.17     | 1.54    |
| 2024       | 中日       | 8     | 4     | 0     | 0     | 0        | 3     | 1     | 0        | 1           | .750  | 121   | 29.0     | 30       | 3           | 7        | 0     | 0        | 16       | 1     | 0        | 12    | 12       | 3.72     | 1.28    |
| 通算：12年 | 通算：12年 | 278   | 53    | 1     | 0     | 1        | 27    | 33    | 38       | 54          | .450  | 2,215 | 523.0    | 554      | 52          | 137      | 2     | 10       | 395      | 28    | 2        | 247   | 235      | 4.04     | 1.32    |

- 2024年度シーズン終了時
- 各年度の太字はリーグ最高（2014年リーグ最多登板[17]）

### 年度別守備成績
| 年 度 | 球 団 | 投手  | 投手  | 投手  | 投手  | 投手  | 投手     |
| 年 度 | 球 団 | 試 合 | 刺 殺 | 補 殺 | 失 策 | 併 殺 | 守 備 率 |
| ----- | ----- | ----- | ----- | ----- | ----- | ----- | -------- |
| 2013  | 中日  | 9     | 2     | 0     | 0     | 0     | 1.000    |
| 2014  | 中日  | 72    | 1     | 10    | 1     | 1     | .917     |
| 2015  | 中日  | 42    | 7     | 9     | 0     | 0     | 1.000    |
| 2016  | 中日  | 41    | 7     | 12    | 0     | 2     | 1.000    |
| 2017  | 中日  | 25    | 1     | 5     | 0     | 0     | 1.000    |
| 2018  | 中日  | 29    | 1     | 3     | 1     | 0     | .800     |
| 2019  | 中日  | 1     | 0     | 0     | 0     | 0     | ----     |
| 2020  | 中日  | 14    | 9     | 11    | 1     | 2     | .952     |
| 2021  | 中日  | 18    | 14    | 13    | 2     | 0     | .931     |
| 2022  | 中日  | 5     | 3     | 1     | 0     | 0     | 1.000    |
| 2023  | 中日  | 14    | 6     | 7     | 1     | 0     | .929     |
| 2024  | 中日  | 8     | 0     | 4     | 0     | 1     | 1.000    |
| 通算  | 通算  | 278   | 51    | 75    | 6     | 6     | .955     |

- 2024年度シーズン終了時
- 各年度の太字はリーグ最高

### 記録
投手記録
- 初登板：2013年6月8日、対福岡ソフトバンクホークス3回戦（ナゴヤドーム）、6回表に3番手で救援登板、1回無失点
- 初奪三振：同上、6回表に今宮健太から空振り三振
- 初ホールド：2013年6月15日、対千葉ロッテマリーンズ3回戦（QVCマリンフィールド）、10回裏に6番手で救援登板、1回無失点
- 初セーブ：2014年8月6日、対広島東洋カープ16回戦（ナゴヤドーム）、9回表一死二塁に6番手で救援登板・完了、2/3回無失点[15][62]
- 初勝利：2014年9月21日、対阪神タイガース24回戦（阪神甲子園球場）、9回裏に4番手で救援登板、2回無失点[16]
- 初先発登板：2019年5月6日、対広島東洋カープ7回戦（ナゴヤドーム）、6回1失点で勝敗つかず
- 初先発勝利：2020年8月11日、対広島東洋カープ11回戦 (MAZDA Zoom-Zoom スタジアム広島)　、5回2/3を5安打1失点[22][23][63]
- 初完投：2021年8月24日、対東京ヤクルトスワローズ15回戦（静岡県草薙総合運動場硬式野球場）、8回2失点で敗戦投手

打撃記録
- 初安打：2020年9月3日、対広島東洋カープ15回戦（ナゴヤドーム）、3回裏にクリス・ジョンソンから左前安打[24][64]
- 初打点：同上、6回裏に薮田和樹から右前適時打[24][64]

その他の記録
- オールスターゲーム出場：1回（2014年）
- 開幕投手：1回（2021年）

### 背番号
- 24（2013年[11] - 2024年）
- 41（2025年[50] - ）